# ステファン・ウロシュ1世 (セルビア王)
ステファン・ウロシュ1世（セルビア語: Стефан Урош I、1223年 - 1277年5月1日）は、中世セルビア王国の王（在位：1243年 - 1276年）。在位中に「偉大なる王」と称された。

## 生涯

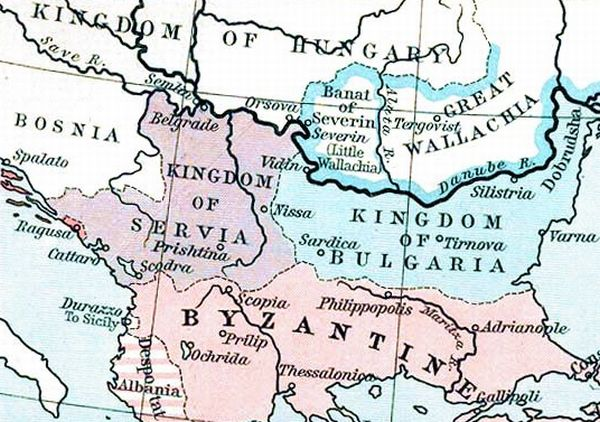
1265年当時のセルビア王国の領域

初代セルビア王ステファン・ネマニッチの末子として生まれ、アンナを母に持つ。母アンナはヴェネツィアの有力家系ダンドロ家の出身であり、ヴェネツィアのドージェを務めたエンリコ・ダンドロの孫娘にあたる。
1243年の春に起きた内乱によって兄のステファン・ヴラディスラヴがセルビア王位を退き、彼が王位に就いた。退位したヴラディスラヴとは良好な関係を維持し続け、ウロシュ1世が出した特免状にはヴラディスラヴの名も見られる。ステファン・ウロシュ1世の治世初期、バルカン半島におけるセルビアの仇敵であるエピロス専制侯国とブルガリア帝国の衰退が同時に起き、この天佑によってセルビアはバルカン半島での影響力を高めていく。
1252年から1253年にかけて、セルビア王族のラドスラヴが所有するフムの帰属を巡って、ウロシュ1世はドゥブロヴニクを支配するラグーサ共和国と交戦した。ウロシュ1世と対立するラドスラヴはラグーサと共闘を誓い、同時に彼はハンガリー王ベーラ4世という後ろ盾も有していた。ラグーサはブルガリアとも同盟を結んだが、1254年5月22日に和約が結ばれてセルビアの危機は去った。1260年代半ばに、再びセルビアとラグーサとの間に戦争が起きたものの、1268年に和約が結ばれて停戦に至る。この時ラグーサに毎年のセルビアへの貢納が約され、この約定は14世紀に至るまで続けられた。
1268年にセルビアは当時ハンガリーが領有していたマチュヴァ内のドニエプル川南岸部（現在のセルビア北部の地域）に進攻する。緒戦での勝利にもかかわらず、ウロシュ1世はハンガリー軍に敗れ捕虜となり、釈放金を支払わなければならなかった。両国の間で和平が成立した後、ウロシュ1世の子ステファン・ドラグティンとハンガリー王子イシュトヴァーンの娘カタリンの婚姻が成立した。
治世の末期、フムの独立騒動も一旦は収まりを見せていた。中央集権化に努めた結果、ウロシュ1世はドラグティンへの領地の付与を拒んだが、この行為はドラグティンを遠ざけたように思われた。親子の対立が悪化するにおよび、ウロシュ1世は末子のステファン・ウロシュ2世ミルティンへの王位継承を考え始めるようになる。ドラグティンは王位の継承と自分自身の生命に危機感を覚えるようになり、1276年にハンガリーの支援を受けた彼は王位を要求して反乱を起こした。セルビア軍は反乱軍によって打ち負かされ、ウロシュ1世は退位を余儀なくされる。退位後彼はフムの修道院に隠棲し、1277年5月1日に没した。

## 経済政策
ウロシュ1世は迅速な経済発展を推進し、彼の経済政策によって王国はより発展した。ローマ時代にセルビアは銀、銅、錫、鉛などの鉱物で有名だったが、彼の治世に鉱山の採掘が再開された。ハンガリー経由でセルビアに流入したサクソン人の鉱夫が採掘を行い、彼らによってブルスコヴォ、ルドニクなどのセルビア国内の鉱山の開発が進められた。また、サクソン人のコミュニティにはドイツ風の自治とカトリックの信仰が認められていた。経済的な繁栄はドゥブロヴニク、コトルなどのダルマチアの交易都市との関係を強化し、鉱物の採掘量の増加と貿易の振興の結果、セルビア国内ではヴェネツィアの硬貨をモデルとした大量の貨幣が流通した。

## 文化事業
ウロシュ1世による建築物の一つに、1260年頃にラシュカ地方に建てられたソポチャニ修道院がある。修道院内のビザンツ人画家によるものと思われるフレスコ画の美しさで知られている。
王侯貴族であっても、生活は東方のビザンツ帝国に比べると質素なものであった1266年にセルビアとビザンツの間に婚姻が交わされる交渉が行われた際、コンスタンティノープルの使節団は王宮とウロシュ1世の生活を見て衝撃を受けたことを記録に残した。

## 家族
アンジュー家出身の妻イェレナ・アンジューイスカとの間に3人の子をもうけた。
- ステファン・ドラグティン
- ステファン・ウロシュ2世ミルティン
- Brnjača：娘

## ギャラリー

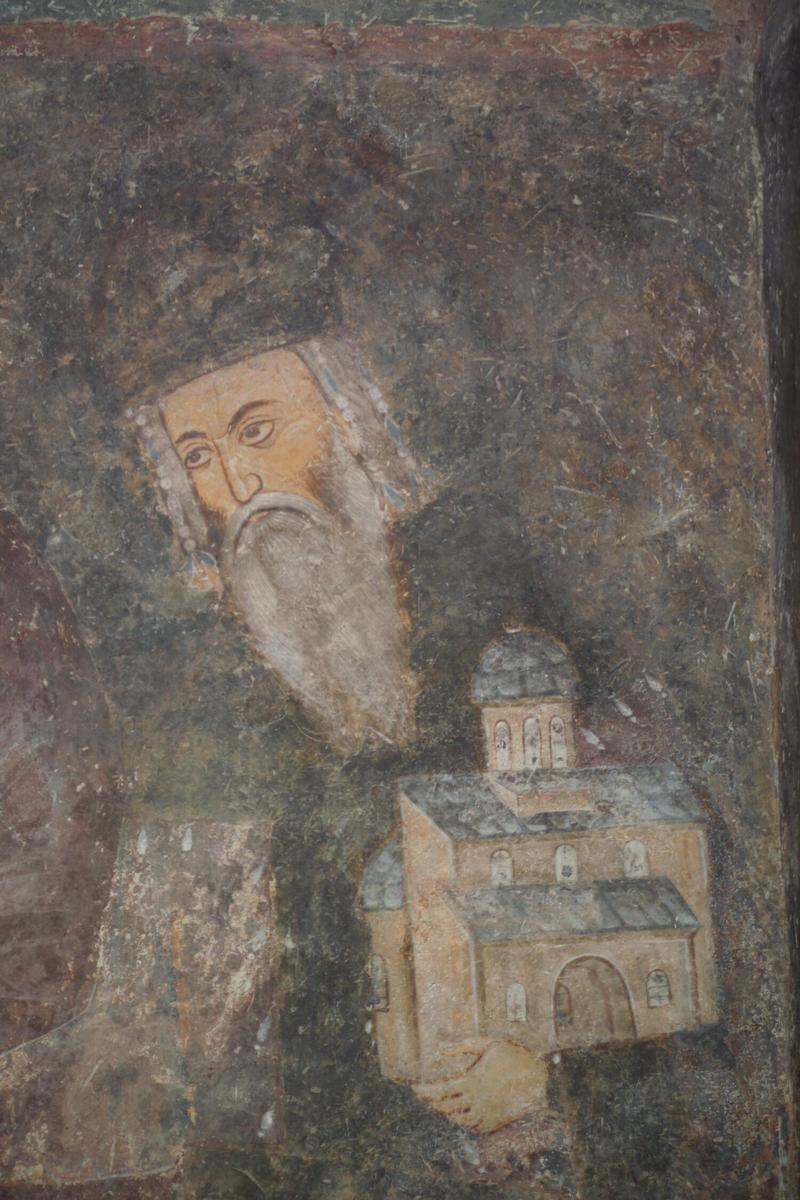
ソポチャニ修道院内のウロシュ2世のフレスコ画
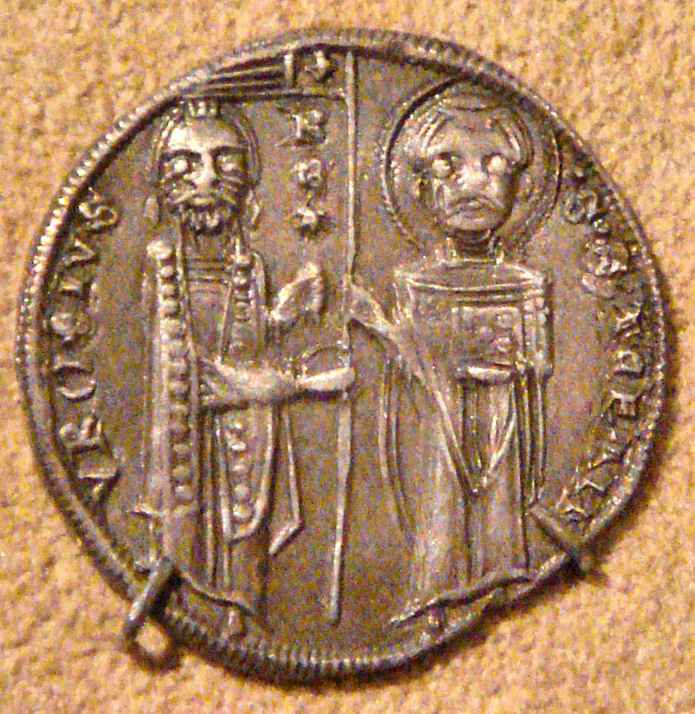
ウロシュ1世の治世に発行された銀貨